# استیگ انگستروم
استیگ انگستروم (به انگلیسی: Stig Engström) (زاده ۱۴ ژانویه ۱۹۴۲) بازیگر سوئدی است.
از فیلم‌های معروف او می‌توان به بازی در انتقام اشاره کرد.